# خوليو سيزار موراليس
خوليو سيزار موراليس (بالإنجليزية: Julio Morales)‏ (19 ديسمبر 1993 في الولايات المتحدة - ) هو لاعب كرة قدم أمريكي في مركز الهجوم. شارك مع منتخب المكسيك تحت 20 سنة لكرة القدم. أما مع النوادي، فقد لعب مع نادي شيفاز يو إس أي ونادي غوادالاخارا وCoras FC ‏ وLoros UdeC ‏.

## وصلات خارجية
- خوليو سيزار موراليس على موقع الدوري الأمريكي (الإنجليزية)
- خوليو سيزار موراليس على موقع قاعدة بيانات كرة القدم.إي يو (الإنجليزية)
- خوليو سيزار موراليس على موقع Soccerway.com (الإنجليزية)
- خوليو سيزار موراليس على موقع عالم كرة القدم.نت (الإنجليزية)